# Art au Québec

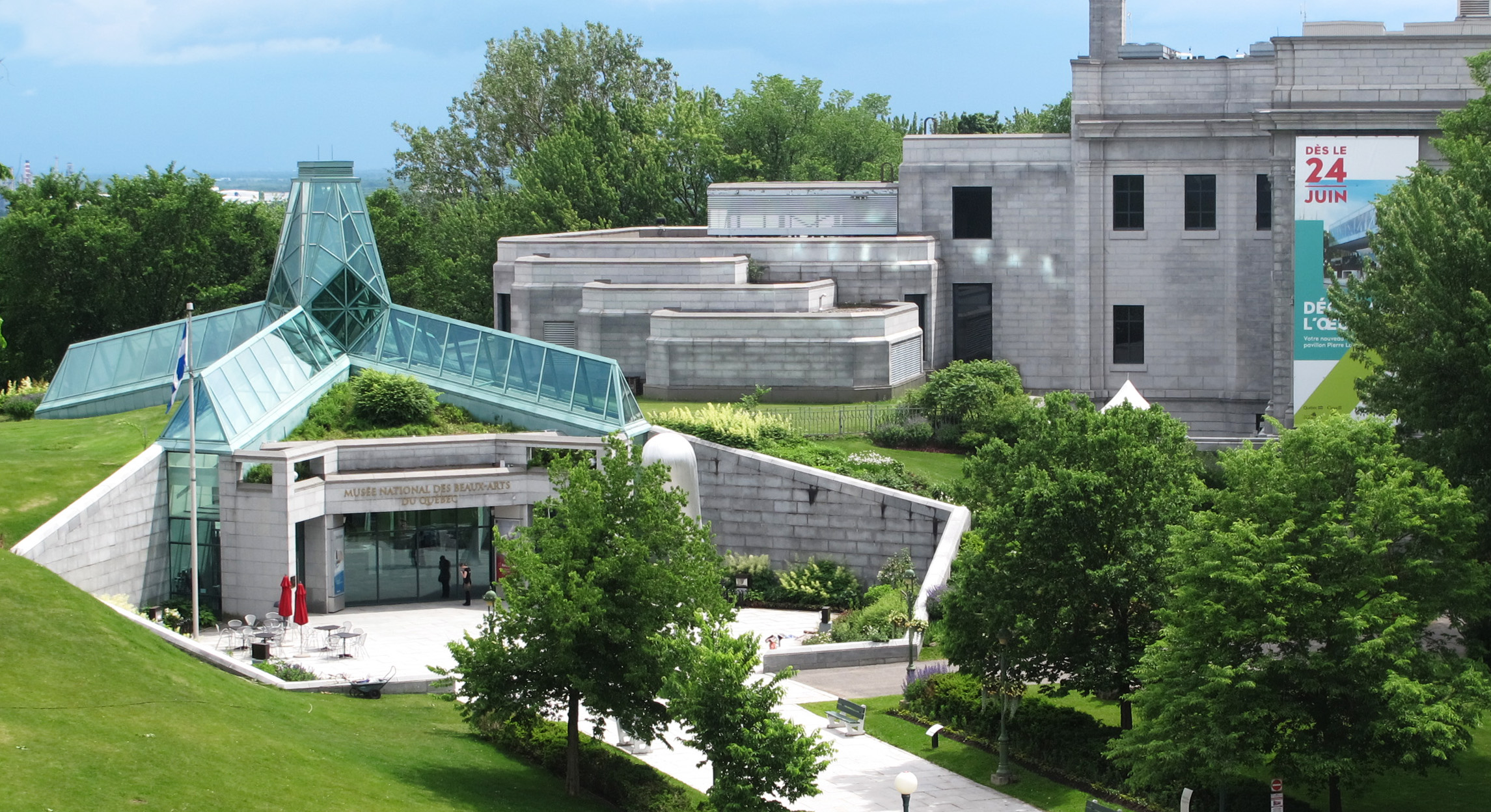
Musée national des Beaux-Arts du Québec

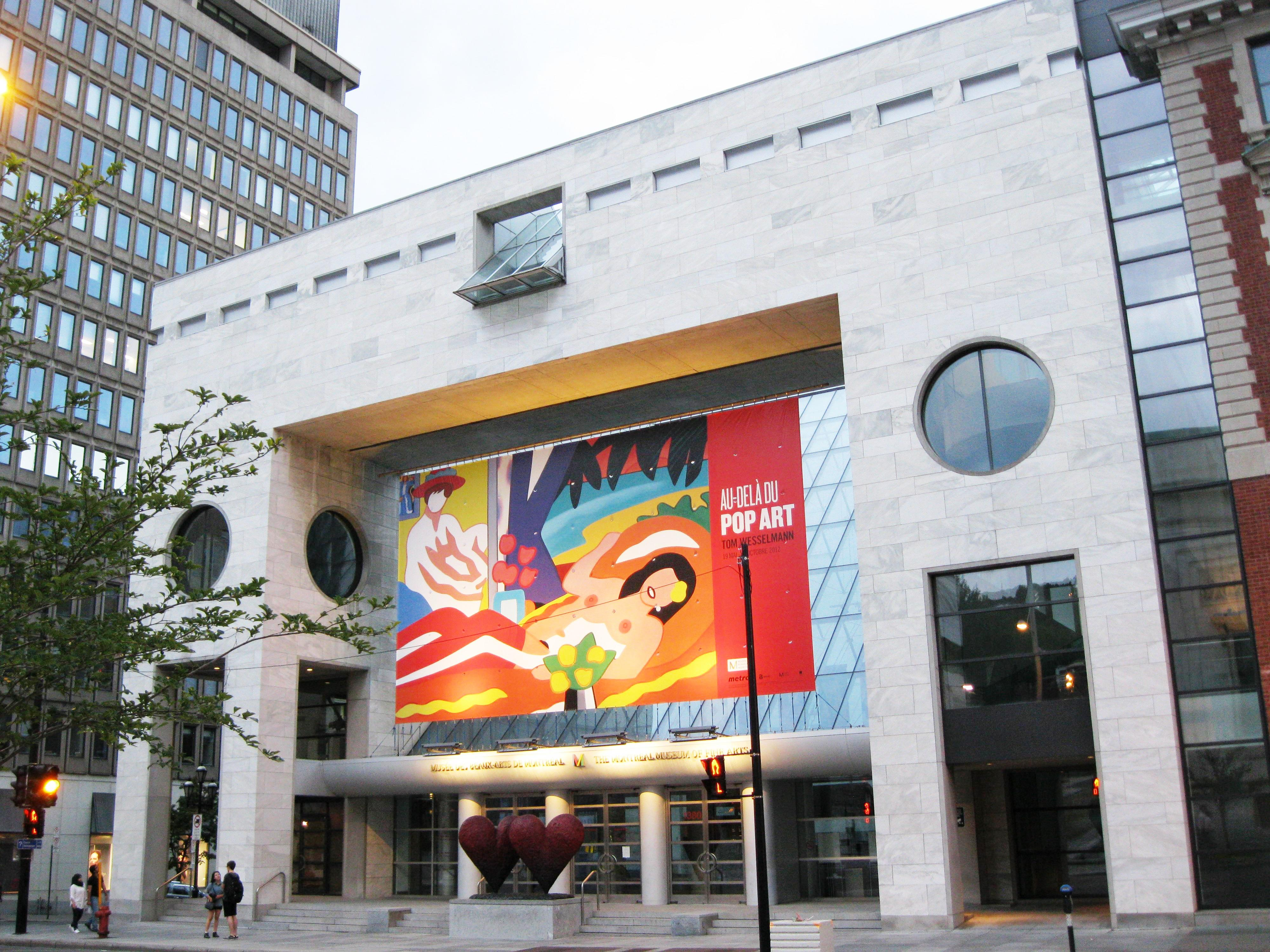
Musée des beaux-arts de Montréal

Au Québec, les beaux-arts et les arts plastiques sont l'ensemble des œuvres produites par des artistes québécois ou des artistes étrangers au Québec dans diverses disciplines artistiques telles que le dessin, la peinture, la sculpture, l'architecture, la musique, la poésie, le théâtre, la danse et les arts numériques.

## Arts autochtones

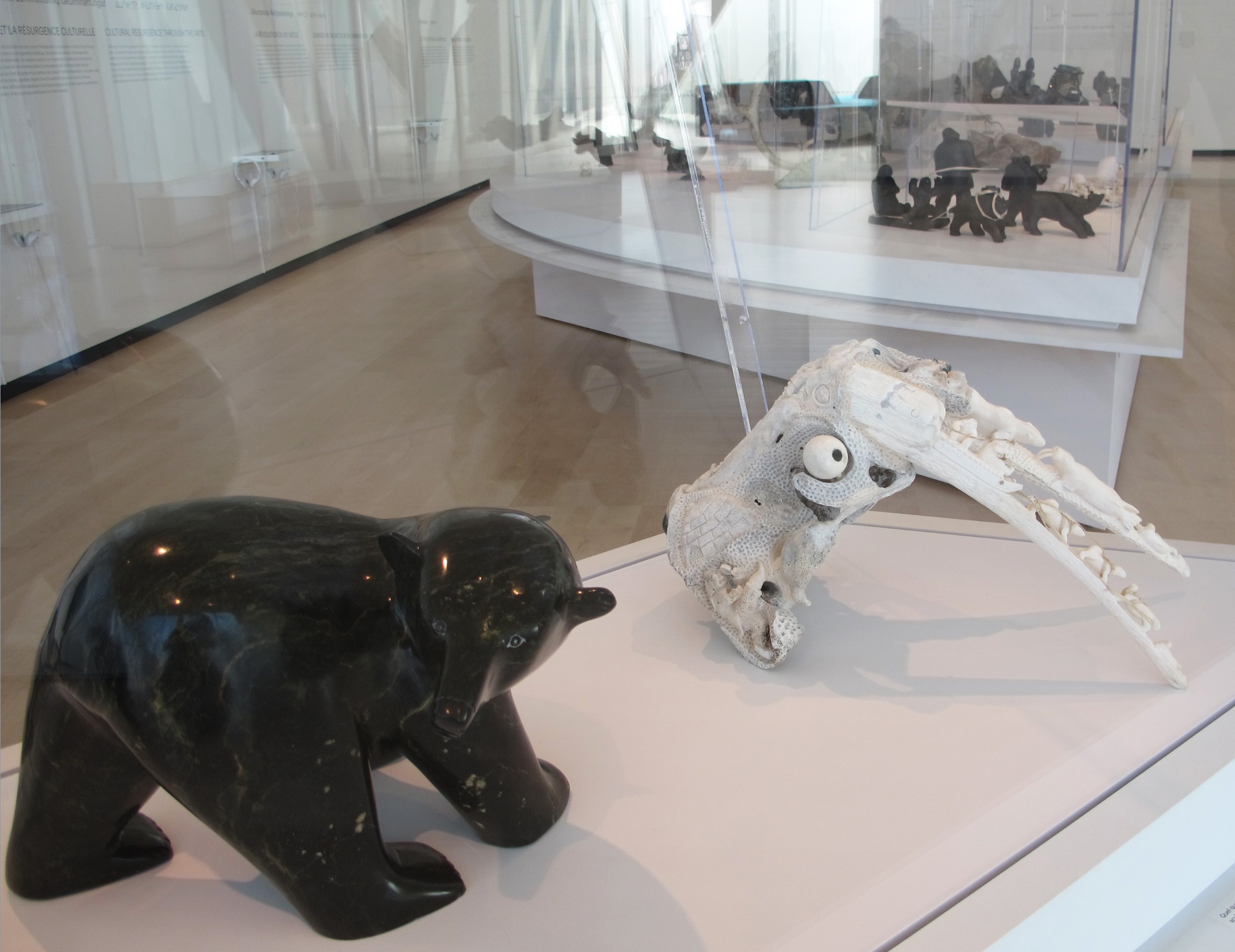
Collection Brousseau du Musée national des beaux-arts du Québec

De par la présence autochtone continue à travers son histoire, le Québec compte de nombreux artistes autochtones et une grande quantité d’œuvres des Premières nations, Inuit et Métis.
Plusieurs musées possèdent des collections importantes d'arts autochtones comme le Musée national des beaux-arts du Québec, Musée des beaux-arts de Montréal, le Musée de la civilisation, Pointe-à-Callière et le Musée McCord. D'autres musées et centres d'interprétations historiques sont spécialisés dans les art autochtones comme la Maison amérindienne, le centre d'interprétation du site Droulers-Tsiionhiakwatha, le musée des Abénakis, le musée huron-wendat, le musée amérindien de Mashteuiatsh et le musée Daniel-Weetaluktuk.

## Peinture et arts visuels

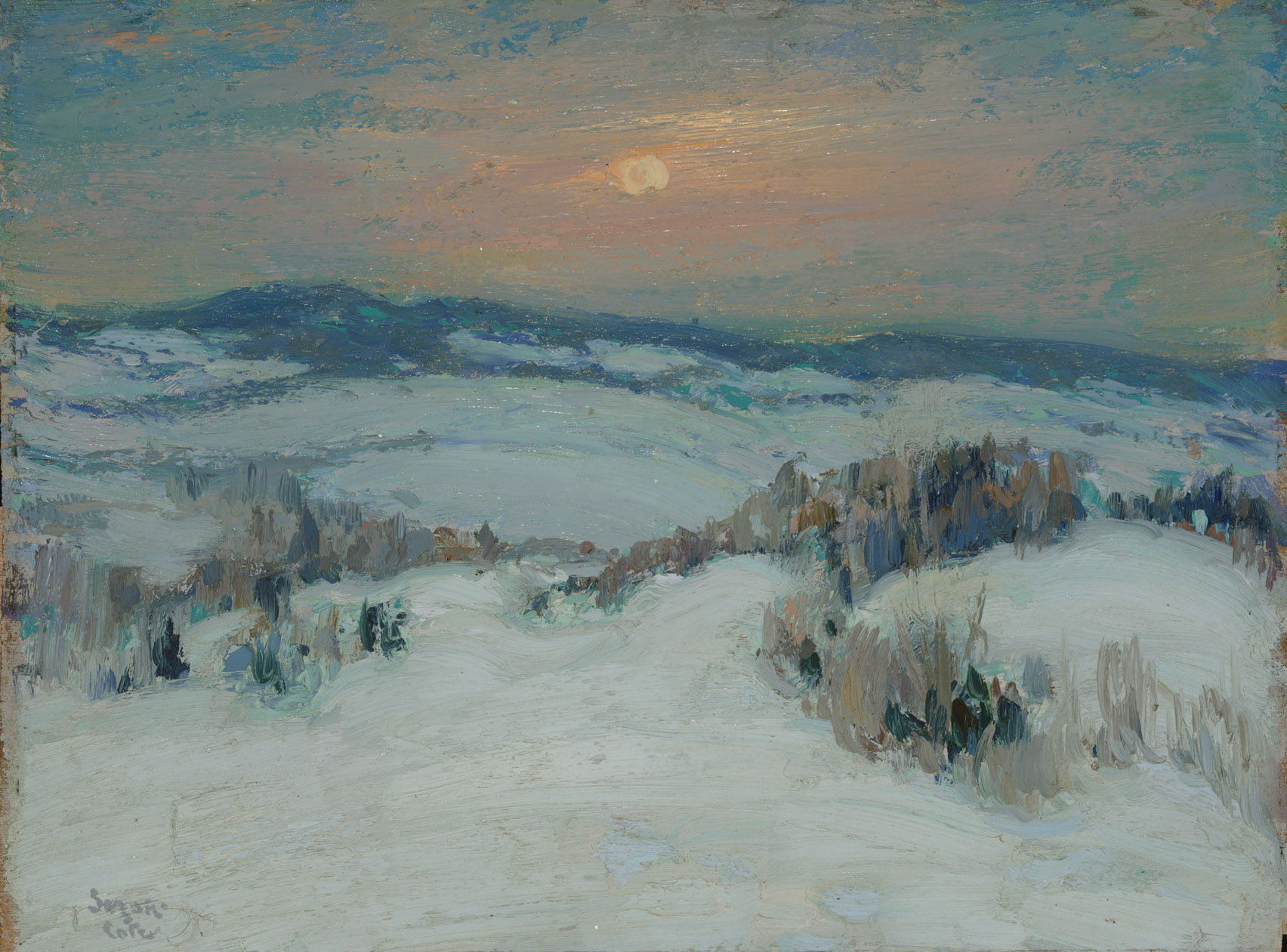
Collines d Arthabaska de Suzor-Coté

Au temps de la Nouvelle-France, la production picturale est principalement importée de France, la colonie n'hébergeant pas encore d'artistes peintres professionnels. Le marché est trop petit pour permettre la survie d'un artiste dans la vallée du Saint-Laurent. Ainsi, plusieurs œuvres peintes datant de cette période aujourd'hui présentes dans les collections des musées québécois furent exécutées en France par un artiste inconnu, puis roulées et importées par bateaux. Même les gens plus aisés faisaient la traversée pour faire exécuter leur portrait en France.
Plusieurs de ces œuvres sont des ex-voto (ou peinture votive), soit des œuvres offertes en offrande à un ou une sainte en reconnaissance de services rendus. Par exemple, une famille aisée pouvait faire exécuter une peinture pour l'offrir à une sainte en échange d'une traversée sécuritaire de l'Atlantique vers le Nouveau Monde. À titre d'exemple, signalons l’œuvre peinte L'Ex-voto du marquis de Tracy exposée au Musée national des beaux-arts du Québec et qui fut photographiée en 1892 par Jules-Ernest Livernois. Certains ex-voto furent également réalisés en territoire québécois par des artistes autodidactes. Toute personne sachant un tant soit peu manier le pinceau pouvait être appelé à réaliser un ex-voto, le geste de l'offrande étant plus important que la qualité artistique de l’œuvre.
Une grande part des œuvres peintes datant d'avant 1800 qui sont parvenues à nos jours sont des œuvres à caractère religieux. Toutefois, les recherches ont démontré qu'il existait des œuvres profanes, mais que les conditions de conservation ont fait en sorte que ces œuvres ont aujourd'hui disparu.
Le développement de la peinture en territoire québécois connut une accélération au début des années 1800 avec l'arrivée du fonds de tableaux des abbés Desjardins (en 1817 puis en 1820). Un marché se développe alors et rapidement des artistes autodidactes se professionnalisent.
À la fin du XIXe siècle, à l'instar de la France, plusieurs peintres québécois se sont inspirés du mouvement impressionniste tels que Marc-Aurèle de Foy Suzor-Coté, expressionnistes tels que Jean Paul Lemieux ou dans la tradition du paysage tels que Clarence Gagnon, Marc-Aurèle Fortin, Henri Masson.

Fondé en 1942, les Automatistes est un groupe d'artistes du Québec, réunis autour de Paul-Émile Borduas, professeur à l'École du Meuble de Montréal. D'abord initié dans le milieu des arts visuels (peinture, dessin, sculpture, etc.), le mouvement s'étend à d'autres disciplines artistiques: la poésie, la danse et le théâtre.

## Industrie artistique
La société québécoise regorge d'artistes talentueux. Plusieurs talents de la province ont su se faire un nom sur la scène tant locale qu'internationale. Ce bassin d'âmes créatives a permis à l'industrie de se développer tant sur le plan économique que culturel. En effet, plusieurs entreprise se spécialisent dans le domaine de la musique et/ou de la culture. 
Afin de permettre à nos artistes de se faire découvrir, des sociétés et agences d'experts en promotion s'offre à eux. on y compte entre autres, Indie Montreal, Bravo Musique et bien d'autres.

## Artistes québécois
- Jocelyne Alloucherie (1947-…)
- Edmund Alleyn (1931-2004)
- Louis Archambault (1915-2003)
- Pierre Ayot (1943-1995)
- Nicolas Baier (1967-…)
- Marc-Aurèle de Foy Suzor-Côté (1869-1937)
- François Baillairgé (1759-1830)
- Marcel Barbeau (1925-2016)
- Marcel Baril (1917-1999)
- Henri Beau (1863-1949)
- Simone Aubry Beaulieu (1917-2006)
- Paul Beau (ferronnier) (1871-1949)
- Micheline Beauchemin (1929-2009)
- Gilles Beaugrand (1906-2005)
- Henri Beaulac
- Paul Béliveau (1954-…)
- Fernand Bergeron (1942-1992)
- Léon Bellefleur (1910-2007)
- Louis Belzile (1929-…)
- Louis-Thomas Berlinguet (1789-1863)
- BGL (collectif d'artistes) Jasmin Bilodeau (né en 1973), Sébastien Giguère (né en 1972), Nicolas Laverdière (né en 1972)
- Jasmin Bilodeau (1973-…)
- Dominique Blain (1957-…)
- Paul-Émile Borduas (1905-1960)
- Joseph Bouchette fils (1798-1879)
- Louis-Pierre Bougie (1970-...)
- Napoléon Bourassa (1827-1916)
- Kittie Bruneau (1929-...)
- Émile Brunet (1893-1977)
- Françoise Bujold (1933-1981)
- Geneviève Cadieux (1955-…)
- Michel Campeau (1948-…)
- Jean Cartier (1924-1996)
- Ulysse Comtois (1931-1999)
- Jean-Baptiste Côté (1832-1907)
- Michèle Cournoyer (1943-...)
- Pénélope Crépeau (1993-...)
- COZIC (collectif d'artistes) Jean Cozic et Monic Brassard
- Jean Dallaire (1916-1965)
- Sylvia Daoust (1902-2004)
- Charles Daudelin (1920-2001)

- Roseline Delisle (1952-2003)
- René Derouin (1936-…)
- Rodolphe Duguay (1891-1973)
- Louis Dulongpré (1759-1843)
- Albert Dumouchel (1916-1971)
- Georges-Henry Duquet (1887-1967)
- Edmond Dyonnet (1859-1954)
- Claire Fauteux (1890-1988)
- Henriette Fauteux-Massé (1924-2005)
- Marcelle Ferron (1924-2001)
- Armand Filion (1910-1983)
- Marc-Aurèle Fortin (1888-1970)
- Joseph-Charles Franchère (1866-1921)
- Claude François (Frère Luc) (1614-1685) : premier peintre de l'histoire du Québec
- Charles Gagnon (1934-2003)
- Clarence Gagnon (1881-1942)
- René Gagnon (1928-…)
- Jocelyn Gasse (1949-...)
- Yves Gaucher (1934-2000)
- Jean Gauguet-Larouche (1935-1986)
- Pierre Gauvreau (1922-.2011)
- Raymond Gervais (1946-2018)
- Sébastien Giguère (1972-…)
- Roland Giguère (1929-2003)
- Alan Glass (1932-...)
- Michel Goulet (1944-…)
- Pierre Granche (1948-1997)
- François Guernon dit Belleville (1740-1817)
- Suzanne Guité (1927-1981)
- Eugène Hamel (1845-1932)
- Théophile Hamel (1817-1870)
- Julien Hébert (1917-1994)
- Louis-Philippe Hébert (1850-1917)
- Henri Hébert (artiste) (1884-1950)
- Adrien Hébert (1890-1967)
- George Heriot (1759-1839)
- Randolph Hewton (1868-1960)
- Simone Hudon-Beaulac (1905-1984)
- Pierre Huguet dit Latour (1749-1817)
- Charles Huot (1855-1930)
- Jacques Hurtubise (1939-2014)
- Francesco Iacurto (1908-2001)
- Jauran (Rodolphe de Repentigny) (1926-1959)
- Jean-Paul Jérôme
- Louis Jobin (1845-1928)
- Henri Julien (1852-1908)
- Denis Juneau (1925-2014)
- Paul Lacroix (artiste) (1929-2014)
- Richard Lacroix (1939-…)
- Alfred Laliberté (1878-1953)
- Madeleine Laliberté  (1912-1998)
- Ludger Larose (1868-1915)
- Nicolas Laverdière (1972-…)
- Jacques Leblond de Latour (1670-1715)
- Fernand Leduc (1916-2014)
- Ozias Leduc (1864-1955)
- Joseph Légaré (1795-1855)
- Jean Paul Lemieux (1904-1990)
- Edmond LeMoine 1877-1922
- Serge Lemoyne (1941-1998)
- Rita Letendre (1928-…)
- Noël Levasseur (1679-1740)
- François-Noël Levasseur (1703-1794)
- Pierre-Noël Levasseur (1690-1770)
- Philippe Liébert (1732-1804)
- François Malepart de Beaucourt (1740-1794)
- Jean-Omer Marchand (1872-1936)
- Salomon Marion (1782-1830)
- Marcel Marois (1949-…)
- Antonio Masselotte (1887-1983)
- Paul Mathieu (1954-…)
- Christian Messier (1976-...
- Richard Mill (1949-…)
- Jean-Pierre Morin (1951-...)
- Kathleen Morris (1893-1986)
- Jean-Paul Mousseau (1927-1991)
- Alice Nolin (1896-1967)
- Alain Paiement (1960-…)
- Omer Parent (1907-2000)
- Alfred Pellan (1906-1988)
- Roberto Pellegrinuzzi (1958-…)
- Maurice Perron (1924-1999)
- Laurent Pilon (1952-...)
- Antoine Plamondon (1804-1895)
- Rober Racine (1956-…)
- François Ranvoyzé (1739-1819)
- Maurice Raymond (1912-2006)
- Jeanne Rhéaume (1915-2000)
- Jean-Paul Riopelle (1923-2002)
- Louise Robert (1941-…)
- Mariette Rousseau-Vermette (1926-2006)
- Robert Roussil (1925-2013)
- Jean-Baptiste Roy-Audy (1778-1848)
- René Saint-James dit Beauvais (1785-1837)
- Robert Savoie (1939-…)
- Henry Saxe (1937-…)
- Marc Séguin (1970-...)
- Françoise Sullivan (1925-…)
- Fernand Toupin (1930-2009)
- Claude Tousignant (1932-…)
- Serge Tousignant (1942-...)
- Gérard Tremblay (1928-1992)
- Yves Trudeau (1930-…)
- Armand Vaillancourt (1929-…)
- Louis-Prudent Vallée (1837-1905)
- Claude Vermette (1930-2006)
- Zacharie Vincent (1815-1886)
- Robert Wolfe (1935-2003)

- Artistes étrangers

- Charles Alexander Smith (1864-1915)
- William Berczy (1744-1813)
- André Biéler (1896-1989)
- Robert Blatter (1899-1998)
- Jordi Bonet (1932-1979)
- Guy Borremans (1934-2012)
- Fritz Brandtner (1896-1969)
- William Brymner (1855-1925)
- Cecil Buller (1886-1973)
- Melvin Charney (1935-…)
- Robert Clow Todd (1809-1866)
- Sorel Cohen (1936-…)
- Emily Coonan (1885-1971)
- Maurice Cullen (1866-1934)
- Léonce Cuvelier (1874-1959)
- Michel Dallaire (1942-…)
- Pierre Dorion (1959-…)
- James D. Duncan (1806-1881)
- Robert Scott Duncanson (1821-1872)
- Allan Edson (1846-1888)
- Gérôme Fassio (1789-1851)
- Robert Frederick Mountain
- Betty Goodwin (1923-2008)
- Angela Grauerholz (1952-…)
- Clara Gutsche (1949-…)
- Edwin Headley Holgate (1892-1977)
- Pierre Heyvaert (1934-1974)
- Geoffrey James (1942-…)
- John James
- Anne Kahane (1924-…)
- Cornelius Krieghoff (1815-1872)
- André Le Coz (1929-1998)
- Arthur Lismer (1885-1969)
- John Lyman (1886-1967)
- Charles Maillard (1887-1973)
- Harry Mayerovitch (1910-2004)
- Jean McEwen (1923-1999)
- Helen McNicoll (1879-1915)
- Samuel McLaughlin (1826-1914)
- Guido Molinari (1933-2004)
- Louis Muhlstock (1904-2001)
- Ernst Neumann (1907-1956)
- Samuel Palmer
- James Pattison Cockburn (1779-1847)
- Carl Poul Petersen (1895-1977)
- John Poad Drake (1794-1883)
- Roland Poulin (1940-…)
- Herbert Raine (1875-1951)
- Otto Reinhold Jacobi (1812-1901)
- Robert Scott Duncanson (1821-1872)
- Marian Scott (1906-1993)
- Morley Smith (1938-…)
- Jori Smith (1907-2005)
- Jana Sterbak (1955-…)
- Philip Surrey (1910-1990)
- Miyuki Tanobe (1937-...)
- Lilias Torrance Newton (1896-1980)
- Bill Vazan (1933-…)
- Horatio Walker (1858-1938)
- Edwin Whitefield (1816-1892)
- Irene F. Whittome (1942-…)
- Robert J. Wickenden (1861-1931)
- Koen de Winter (1943-…)
- James Wilson Morrice (1865-1924)
- Alexander Young Jackson (1882-1974)

## Source
LACASSE, Yves. Une histoire de l'art du Québec, Musée national des beaux-arts du Québec, 2004, 268 pages.  (ISBN 2551217873)